# Hollanda
Ne doit pas être confondu avec Cyclone Hollanda.
Hollanda luceria
Genre
Espèce
Hollanda est un genre de petits oiseaux terrestres Ornithuromorpha connus à partir de fossiles trouvés dans la formation de Barun Goyot en Mongolie. 
L'holotype et seule espèce est Hollanda luceria. 

## Présentation
Trouvé à Khermeen Tsav, il date de la fin du Crétacé (étage campanien ), il y a environ 75 millions d'années. Connu uniquement pour ses membres postérieurs partiels, Hollanda a de longues jambes avec une configuration inhabituelle des orteils. Ceux-ci indiquent qu'il s'agissait d'un oiseau terrestre rapide, peut-être similaire au Geococcyx moderne. Ses relations sont incertaines. Certaines études ont montré qu'il s'agissait d'un oiseau relativement avancé, membre des Ornithurae, apparenté à des oiseaux comme Ichthyornis. D'autres études l'ont récupéré en tant que membre de la famille primitive des Songlingornithidae. Une étude plus approfondie l'a trouvé comme faisant partie des Enantiornithes. 